# هيلاريون دزه
هيلاريون دزه (بالإسبانية: Hilarión Daza) (و. 1840 – 1894 م) هو سياسي من بوليفيا ولد في سوكري.
تولى منصب رئيس بوليفيا .